# Aname aurantella
Aname aurantella (лат.) — вид пауков рода Aname из семейства Anamidae (Mygalomorphae). Эндемик Австралии.

## Описание
Пауки среднего размера, длиной около 1 см, красновато-коричневые (брюшко серовато-коричневое). Самцов A. aurantella можно отличить от всех видов, для которых известны самцы, кроме A. gilbertensis и A. pyroensis по умеренному или крупному размеру тела (длина карапакса > 4,0 мм), наличию короткого эмболюса (длина эмболюса / длина бульбуса <1,5), который постепенно изгибается, треугольной голенной шпоры (а не более дигитовидной), голенного мегашипа умеренной длины (длина мегашипа / длина голени 0,25—0,3) и коротких шиповидных волосков вдоль ретролатерального края асетозной впадины на пальпе голени. Самцов A. aurantella можно отличить от самцов A. gilbertensis и A. pyroensis по наличию более прямого метатарзуса I, с более короткой проксимальной выемкой (длина выемки / длина метатарзуса ~0,4). Самки A. aurantella неизвестны..

## Таксономия и этимология
Вид был впервые описан в 2025 году австралийскими арахнологами Джереми Уилсоном с коллегами. Включён в состав видового комплекса Aname aurantella-complex, который включает три описанных вида: A. aurantella, A. gilbertensis и A. pyroensis. Видовое название «aurantella» — это прилагательное, образованное от латинского «aurant», означающего «оранжевый», и уменьшительного суффикса «- ella», вместе означающего «маленький и оранжевый», ссылаясь на внешний вид голотипа этого вида.

## Распространение
Австралия (штат Квинсленд).